# Фінеас Гейдж

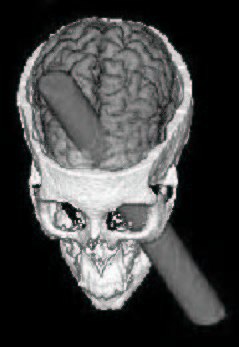
Комп'ютерна модель, що показує одну з версій того, як прут пройшов через голову Гейджа, ушкоджуючи обидві лобові частки (по роботі Damasio et al.)

Фінеас П. Гейдж (англ. Phineas P. Gage; (9 липня 1823 , Ґрафтон, Нью-Гемпшир  — 21 травня 1860 , Сан-Франциско, Каліфорнія ) — американський будівельник, який отримав важке поранення головного мозку при прокладанні залізниці.

## Біографія
У 1848 р., коли він працював бригадиром підривників під час прокладання залізниці у Вермонті, лом, яким він ущільнював пробку над пороховим зарядом, що використовувався при вибухових роботах, висік іскру і викликав вибух. Металевий стрижень діаметром 1,25 дюйма (3,2 см) увійшов у череп Гейджа нижче лівої очниці, вихідний отвір рани розташовувався на межі лобової та тім'яної кісток також з лівого боку. Через поранення будівельник втратив більшу частину лобової частки лівої півкулі головного мозку. Попри такі тяжкі пошкодження, потерпілий прийшов до тями через кілька хвилин після травми та вже через два місяці зміг повернутися до активного способу життя. Зрештою він оговтався від інфекції, що розвинулась у рані, і прожив ще 12 років.
Вважається, що ця травма призвела до настільки значних негативних змін у його емоційному стані, соціальних навичках та особистісних особливостях, що друзі заявляли про те, що «це більше не Гейдж». У травні 2012 р. було опубліковано результати досліджень групи американських неврологів, які пояснили зміни психіки Фінеаса Гейджа після травми голови. Сучасні дослідники змоделювали отриману Гейджем травму на підставі даних комп'ютерної томографії черепа американця, який зберігається в анатомічному музеї Медичної школи Гарвардського університету. Для оцінки пошкоджень кори головного мозку і розташованих в зоні поранення провідних шляхів вчені використовували сучасні зображення мозку 25-річного правші, отримані методом дифузійної тензорної візуалізації. Таким чином, дослідники з'ясували, що в результаті травми Гейдж втратив близько 4 % кори, а також майже 11 % білої речовини мозку. Попри те, що кора була пошкоджена лише в області лобової частки лівої півкулі, одночасно були порушені його зв'язки з лівою скроневою та правою лобовою частинами, а також лімбічною системою. Саме цим вчені пояснюють зміни психіки та поведінки Гейджа.
З іншого боку існують свідчення про те, що психічні порушення, від яких страждав Гейдж, були здебільшого тимчасовими. Зокрема, його сестра і мати повідомляли журналістам, що хоча Гейдж і страждав від амнезії, але не настільки, щоб це могла помітити людина, яка не знає його близько. Вони також нічого не згадували про запальність і неконтрольовану поведінку, про які згадував Харлоу. Через деякий час Гейдж влаштувався кучером поштового диліжансу в Нью-Гемпширі і мав добру репутацію у свого наймача, настільки, що той порекомендував його на аналогічну посаду в Чилі, цілком очікуючи, що той стане в пригоді, попри те, що Гейдж не знав іспанської мови. На додаток, свідки, які бачили його в Чилі, стверджували, що він вирізнявся неабияким фізичним та душевним здоров'ям і не демонстрував жодних патологічних симптомів. До кінця життя, однак, здоров'я Гейджа погіршилося, і він був змушений залишити фізично вимогливу роботу кучера, повернувшись до США та осів на околицях Сан-Франциско, де він зайнявся фермерством за підтримки матері і сестри, що переїхали до нього. Його здоров'я дещо покращало, але залишалося слабким. У лютому 1860 року Гейдж почав страждати від нападів епілепсії, які все більше посилювалися, доки він не помер під час одного з них 18 або 21 травня 1860 року.
Вивчення випадку Гейджа сприяло значному просуванню у вивченні функцій розділів мозку та їхнього впливу на емоції та особистість. Історія його хвороби наводиться як одне з перших свідчень того, що пошкодження лобових часток може призвести до змін у різних аспектах особистості та вплинути на соціалізацію. До того вважалося, що лобові частки не мають особливого впливу на поведінку людини.